# バンガロー

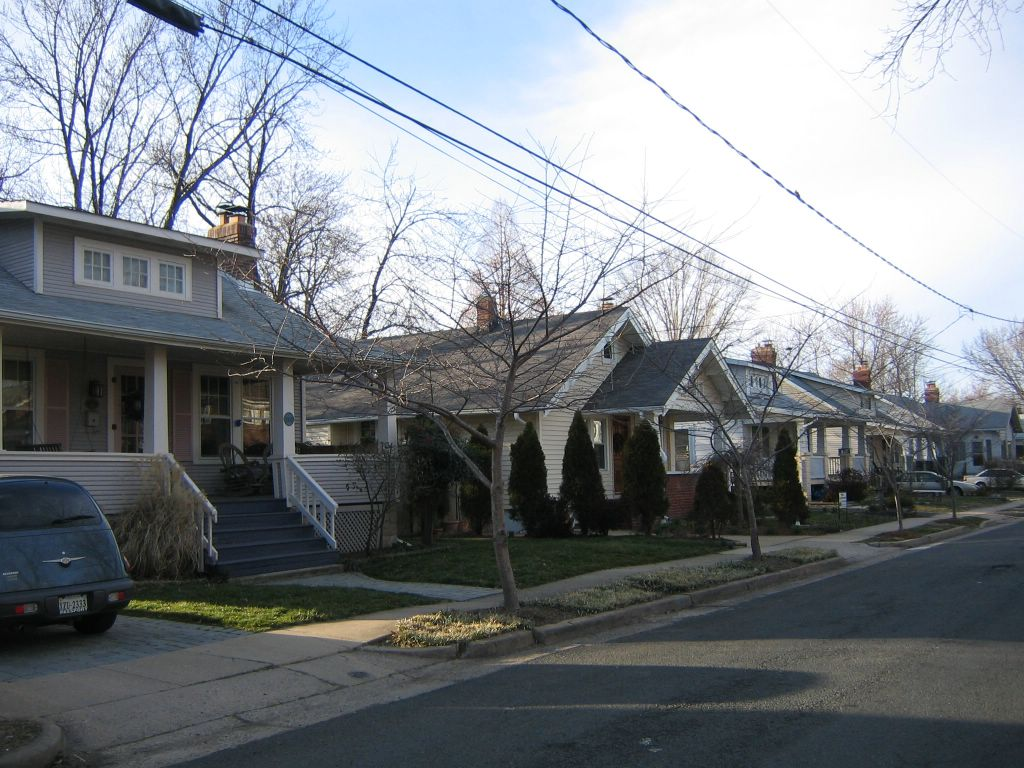
ワシントンD.C.郊外の住宅街。英語圏での:en:Bungalowは画像のような平屋で2面ほどの大屋根を持つ一戸建を主に指す。Bungalowと:en:Cottageはほぼ同義だが、bungalowが郊外のイメージなのに対して、cottageは農村のささやかなものを特に指す。:en:Detached homeは「一戸建」の意味を持つが、特に郊外の2階建てのものを指すことが多い。日本におけるバンガローは英語圏では:en:Hut（小屋）に近い。

バンガロー（英語: bungalow）とは、低層で比較的小規模な家屋の様式を指す言葉である。

## 概要

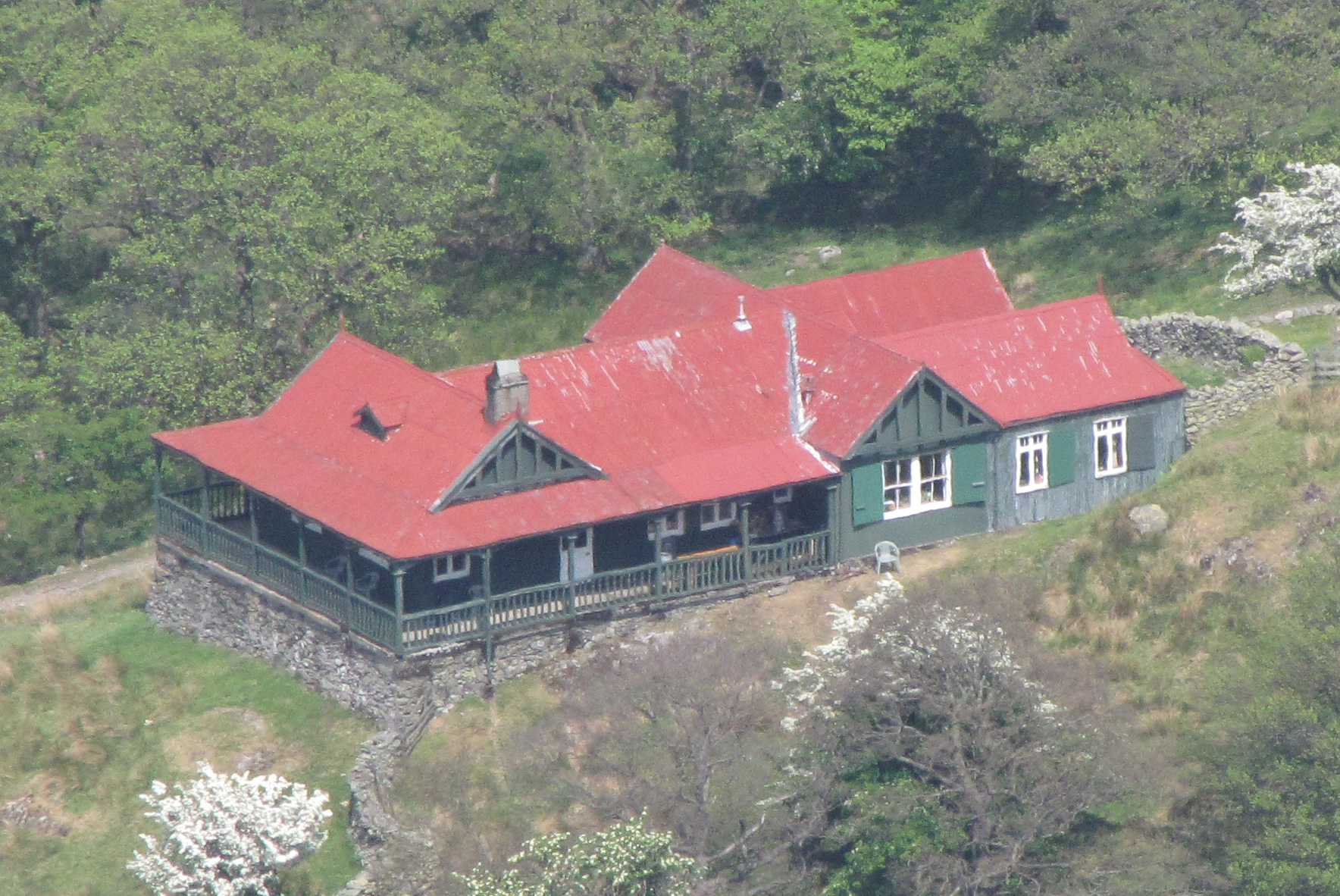
英国における“バンガロー”型式の山小屋
（カンブリア州マーチンデイル）

バンガロー、もしくはバンガロー式住居は、平屋造りで建物の周囲にベランダを持ち、全体に傾斜の緩い大屋根をもつことが特徴的な、木造家屋の様式である。
元々は南アジア、ベンガル地方においてよく見られる家屋の様式だが、ヒンディー語の बंगाल（baṅglā; バングラ、「ベンガル風の」という意味）という言葉が転じて、英語では「ベンガル地方風の家」という意味になり、山小屋を始めとしたベランダを持つ平屋様式の宿泊施設の一般的名称となったという説が一般的である。他に、イギリス軍の軍事用テントがより耐久性を持ったものへと発展したという説や、イギリス人が全く独自に考案したという説がある。
Anthony D. King は1984年の著書『The Bungalow: The Production of a Global Culture』において、イギリスのインド支配をバンガローの起源としている。インドで生まれたバンガロー式住居は、19世紀にイギリスの植民地ネットワークを通じて本国のみならず大英帝国の影響下にある諸国に広がった。
バンガローは主にオーストラリアやアフリカなど熱帯地方の白人向け簡易住居として採用されたが、北アメリカでは1880年代にイギリス金融の流入とともに、避暑地の別荘として多くのバンガローが建てられた。20世紀に入るとアーツ・アンド・クラフツ運動の影響を受け、ロサンゼルスなどの郊外住宅地に永住用の住宅や公共施設としてバンガローが建てられるようになった。

## 日本におけるバンガロー

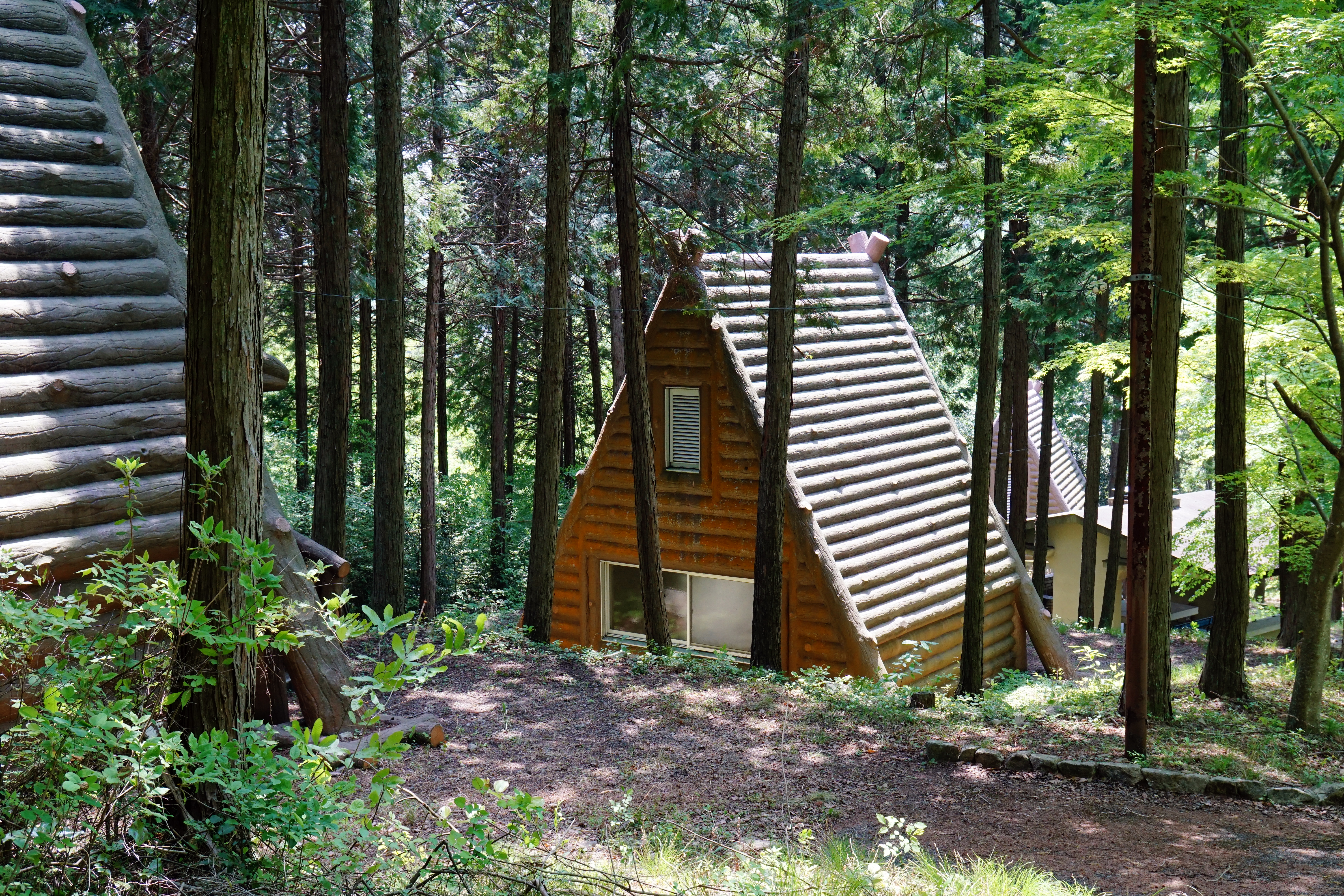
日本における典型的な“バンガロー”
（兵庫県丹波篠山市の「立杭陶の郷」内の設備）

日本とそれ以外の国では“バンガロー（bungalow）”という言葉の指すものは多くの場合異なっており、日本で言うところの「バンガロー」は英語では“（Mountain）hut”（ハット：小規模な山小屋を指す言葉、日本ではドイツ語由来の“ヒュッテ”(Hütte)の呼称が一般的）と呼ぶことが通常である。
日本では、「バンガロー」といった場合は、主に公設のキャンプ場などに設けられる、簡易な宿泊小屋のことで、テントを恒久施設にした程度の小屋という位置づけで、キッチンなどの設備をもたず、キャンプ場の共同施設を利用する部分があるものを指す。
これらは1990年代以降、よりプライバシーの確保を重視するとともに、台所や浴室等を組み込み快適性を向上させたコテージ風の建物に取って代わられている。
また、近年ではグランピングなどの新しいアウトドアの楽しみかたの台頭や、衛生面・安全面への配慮から、便所、浴室などの設備を各個に持つものなど、バリエーションが増えている。

### その他
これとは別に、日本では本来の意味に近い形で建てられた“バンガロー”、「ベランダを持つ平屋様式の木造家屋」も存在する。
明治初期にグラバー邸など外国人居留地に建てられたベランダ式住居はバンガローと呼ばれていた。
日本で最初のものは、1906年（明治39年）に和歌山県新宮に建てられた西村伊作設計のものである。
明治末期から大正期にかけて，西洋住宅に倣った住宅改良の気運が高まり、その一例として、1900年代初頭にアメリカ・カリフォルニアを中心に流行していた簡素な造りのバンガローと呼ばれる庶民住宅の形式が注目された。バンガローは自然に囲まれた郊外地に適した木造平屋で，経済的であり、テラスで屋外とつながる開放的な造りは日本の気候風土や日本人の好みに合うと考えられた。
1908年に清水組の技師長だった田辺淳吉は中流階級向けの洋宅として、日本の在来住宅とも類似点の多いオーストラリア式のバンガローに着目し、日本建築学会の会誌『建築雑誌』に紹介した。また、同年に橋口信助はアメリカからカリフォルニア式バンガローを持ち帰り、住宅供給会社「あめりか屋」を開業している。